# Graveyard Shift (Bob Esponja)
«Graveyard Shift» (titulado «Turno de ultratumba» en Hispanoamérica y «Turno de noche» en España) es la primera parte del episodio dieciséis de la segunda temporada, y el treinta y seis en general, de la serie de televisión animada estadounidense Bob Esponja. Fue escrito por Mr. Lawrence, Jay Lender y Dan Povenmire, y la animación estuvo dirigida por Sean Dempsey. Lender y Povenmire también actuaron como directores del guion gráfico. Se emitió por primera vez en Nickelodeon en los Estados Unidos el 6 de septiembre de 2002.
En él, el jefe de Calamardo y Bob Esponja, Mr. Krabs, los obliga a trabajar las 24 horas del día. Calamardo pronto se aburre y le cuenta a Bob Esponja una historia de fantasmas para que le asuste el turno de noche. Cuando Bob Esponja comienza a entrar en pánico, Calamardo le dice que la historia es ficticia. Sin embargo, más tarde esa noche, los hechos del relato comienzan a ocurrir.
El episodio presentó imágenes de archivo de Max Schreck como el Conde Orlok de la película muda de 1922 Nosferatu. El escritor, Lender, propuso la idea como un gag al final, que el creador, Stephen Hillenburg, aceptó. Antes del concepto del Conde Orlok, Lender pensó en «Floorboard Harry», que fue eliminado. El capítulo recibió elogios de la crítica tras su lanzamiento.

## Trama
Un entusiasmado Calamardo se prepara para salir del Krusty Krab, que está por cerrar, y se niega a cumplir con un pedido de último momento de un cliente. Esto motiva a Mr. Krabs para crear un turno de noche inmediatamente operativo. El restaurante permanece abierto, lo que provoca entusiasmo en Bob Esponja y enfado en Calamardo, al tener que trabajar las 24 horas del día.
Exasperado por las exigencias de su jefe y molesto con Bob Esponja, Calamardo intenta asustar a su compañero para que le tenga miedo al turno de noche. Inventa la historia del «Hash-Slinging Slasher», un excocinero del Krusty Krab que usaba una espátula como prótesis de mano. La historia afirma que Slasher es despedido en su funeral después de su muerte accidental y que su fantasma regresa al restaurante todos los martes por la noche en busca de venganza. La llegada del ente será indicada por tres advertencias: las luces se encenderán y apagarán, el teléfono sonará sin que nadie hable y un autobús fantasma llegará y lo dejará. Bob Esponja reacciona con intenso miedo; aunque al principio se divierte, Calamardo se irrita y admite que inventó la historia.
Más tarde, a las 3:00 a. m., cuando el restaurante está vacío, Calamardo se alarma porque las luces empiezan a parpadear y suena el teléfono, pero Bob Esponja sospecha que este le está haciendo una broma. Un autobús se estaciona enfrente del Krusty Krab y aterroriza a ambos empleados, quienes ven bajar a una silueta que coincide con la descripción del Slasher. La figura resulta ser un pez inofensivo que solicita empleo y afirma haber intentado llamar por teléfono antes, colgando por nerviosismo. Los tres descubren que las luces parpadeantes fueron causadas por Nosferatu jugando con el interruptor de la luz.

## Producción
«Graveyard Shift» fue escrito por Mr. Lawrence, Jay Lender y Dan Povenmire, con Sean Dempsey como director de animación. Lender y Povenmire también actuaron como directores del guion gráfico. Lender propuso agregar al Conde Orlok de la película muda Nosferatu de 1922 a modo de gag en la escena final. El creador de la serie, Stephen Hillenburg, aceptó la propuesta. Lender dijo: «Steve te daba la oportunidad de hacer cosas que podían ser realmente memorables, si conseguías convencerlo». Buscó libros con imágenes escaneables del Conde Orlok, aunque la que terminó utilizando fue una tomada de Internet: «Busqué lo poco que había en la web en aquel entonces». Nick Jennings retocó con Photoshop la sonrisa para asegurarse de que coincidiera con el dibujo del guion gráfico. Lender dijo: «Era mi bebé y lo tomé de la mano hasta que lo enviamos al extranjero, a Rough Draft Studios en Corea del Sur». Antes de Orlok, pensó en «Floorboard Harry», un gag eliminado que concluye el capítulo transmitido, en el que inicialmente enciende las luces.

## Lanzamiento
«Graveyard Shift» se emitió por primera vez en Nickelodeon en los Estados Unidos el 6 de septiembre de 2002 a las 8:00 p. m., con una clasificación parental TV-Y7. Se lo incluyó en la compilación para DVD titulada SpongeBob SquarePants: Nautical Nonsense and Sponge Buddies el 12 de marzo de 2002 y en SpongeBob SquarePants: The Complete 2nd Season publicada el 19 de octubre de 2004. El 22 de septiembre de 2009, figuró en SpongeBob SquarePants: The First 100 Episodes, que compila todos los episodios de la temporada uno a la cinco. El 14 de septiembre de 2010, se lo insertó en el DVD 10 Happiest Moments.

## Recepción

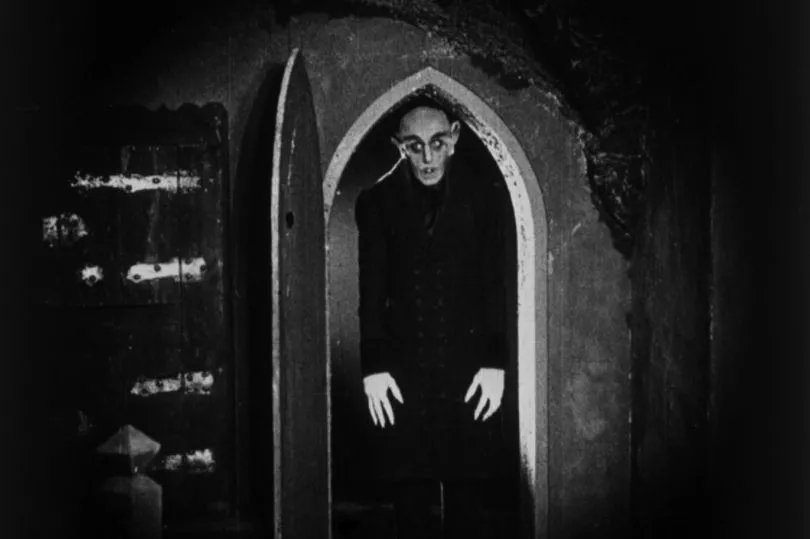
Se elogió el final de «Graveyard Shift» por el cameo humorístico e inexplicable del Conde Orlok, interpretado por Max Schreck.

«Graveyard Shift» recibió elogios de la crítica tras su lanzamiento y a menudo se lo cita como uno de los mejores episodios del programa. Jordan Moreau, Katcy Stephan y David Viramontes de Variety lo clasificaron como el quinto mejor y dijeron que la escena de Nosferatu «representa perfectamente la comedia sin sentido que mantiene a los fanáticos de la serie hambrientos de más». Emily Esteem del sitio web WeGotThisCovered.com lo clasificó como el número dos en su lista de los «10 mejores capítulos de Bob Esponja», diciendo: «Es un episodio aterrador y es mi favorito». «Me encanta "Graveyard Shift" por innumerables razones, pero principalmente porque reúne a los dos personajes con la mejor química: Calamardo y Bob Esponja. Es como un rompecabezas, y la alegría implacable de Bob Esponja en medio de una posible fatalidad es inspiradora», añadió.
En su reseña de DVD Talk, Jason Bovberg lo elogió por su «espeluznante maravilla» y afirmó que asustó a su hija. Paul Mavis de DVD Talk dijo: «Un Bob Esponja divertido y "aterrador" (para niños pequeños) que los adultos apreciarán, "Graveyard Shift" utiliza el viejo recurso de las historias de asesinos en busca de venganza sin cabeza, sin manos o sin piernas (elija usted) que todos contábamos cuando éramos niños, y lo inserta hábilmente en la historia de Bob Esponja en el trabajo». Mavis agregó: «Siempre disfruto cuando Rodger Bumpass, el actor de doblaje de Calamardo, se vuelve callado y manipulador cuando hacer asustar a Bob Esponja, y este es uno de los mejores ejemplos de eso». Elogió el cameo del Conde Orlok, «especialmente cuando animan la cara del vampiro con una sonrisa tonta y vertiginosa». Mike Jackson de DVD Verdict dijo que es uno de sus «favoritos personales». También dijo: «El capítulo tiene todo lo que hace que el programa sea grandioso: diálogo divertido (toda la historia del Hash-Slinging Slasher es hilarante), gags visuales inteligentes (especialmente las extremidades regeneradoras de Bob Esponja) y ese final inesperado antes mencionado. Eso hizo que se me reventara el estómago [de tanto reír]».
La pintura de arte pop de 2012 The Walk Home, del artista y diseñador estadounidense KAWS, está basada en una imagen fija de este capítulo. Se vendió en una subasta en Sotheby's por 6 millones de dólares. Las modificaciones que presenta este retrato, que se origina de una toma en la que Bob Esponja grita de terror ante la historia de Hash-Slinging Slasher, según el catálogo de ensayo de Sotheby's hacen énfasis en la universalidad de la ansiedad existencial del personaje, y guarda «más similitudes con obras tan cargadas de emociones como El 3 de mayo en Madrid de Francisco de Goya, con carga política, que con una trama de cualquier programa de dibujos animados para niños». En 2022 Lender sugirió que gracias al cameo de Orlok muchos conocieron Nosferatu. El Conde regresa como personaje secundario en la undécima temporada y en la serie derivada precuela Kamp Koral: SpongeBob's Under Years. Robert Eggers, director del remake de la película de 2024, atribuyó al episodio el mérito de presentar al personaje al público más joven.